# Kaufnitz
Kaufnitz ist ein Gemeindeteil des Marktes Tännesberg im Landkreis Neustadt an der Waldnaab (Oberpfalz, Bayern).

## Geographie
Der Weiler liegt einen Kilometer westlich des Marktes Tännesberg am Kaufnitzbach, der nordöstlich von Tännesberg am Mühlbühl entspringt. Kaufnitz ist über eine Gemeindeverbindungsstraße von der B 22 aus zu erreichen.

## Siedlung Kaufnitz
Slawische Ortsnamen wie Hohentreswitz, Köttlitz, Söllitz, Gleiritsch oder Kaufnitz belegen eine frühe Besiedlung der Gegend entlang des Flusses Pfreimd. Aus dem Osten einsickernde slawische Siedler trafen auf aus dem Süden nordwärts vordringende Bajuwaren. Die Tännesberger, die in einem Dienstverhältnis zu den Diepoldingern standen, bauten ihre Herrschaft mit Rodungssiedlungen aus, zu denen um die Mitte des 12. Jahrhunderts Etzgersrieth, Woppenrieth, Großenschwand und Kleinschwand, Lampenricht und die slawische Siedlung Kaufnitz gehörten.

## Aus der Geschichte
Der diepoldingische Ministeriale Markward von Tännesberg ist um das Jahr 1225 nachgewiesen. Zu dieser Zeit kam Tännesberg und mit ihm Kaufnitz auf dem Erbwege an die Grafen von Ortenburg. Ein Salbuch aus dem 16. Jahrhundert, das die Besitzverhältnisse beschreibt, berichtet von zwei Anwesen, bestehend aus einem Hof und einer Mühle. Das Häuser- und Rustikalsteuerkataster von 1810/11 berichtet von drei Anwesen in Kaufnitz samt Hirtenhaus.

## Steuerdistrikt
Das Königreich Bayern wurde 1808 in 15 Kreise eingeteilt. Diese Kreise wurden nach französischem Vorbild nach Flüssen benannt (Naabkreis, Regenkreis, Unterdonaukreis usw.). Die Kreise gliederten sich in Landgerichtsbezirke. Die Bezirke wiederum sollten in einzelne Gemeindegebiete eingeteilt werden. Im Landgerichtsbezirk Vohenstrauß entstanden im Jahre 1808 so insgesamt 47 Steuerdistrikte. Einer dieser Distrikte war Bernhof mit den Ortsteilen Bernhof, Boxmühle, Hennermühle, Kaufnitz, Piehlhof (Oberpierlhof) und Schafhütten.

## Gemeindebildung
In der im Jahre 1821 abgeschlossenen Gemeindebildung entstand die Gemeinde Großenschwand mit dem Dorf Großenschwand, dem Weiler Kaufnitz und der Einöde Hennermühle. Am 1. Juli 1972 wurde im Zuge der Gemeindegebietsreform die Gemeinde Großenschwand aufgelöst und in den Markt Tännesberg eingegliedert. Der Landkreis Vohenstrauß, zu dem die Gemeinde gehörte, wurde ebenfalls aufgelöst.

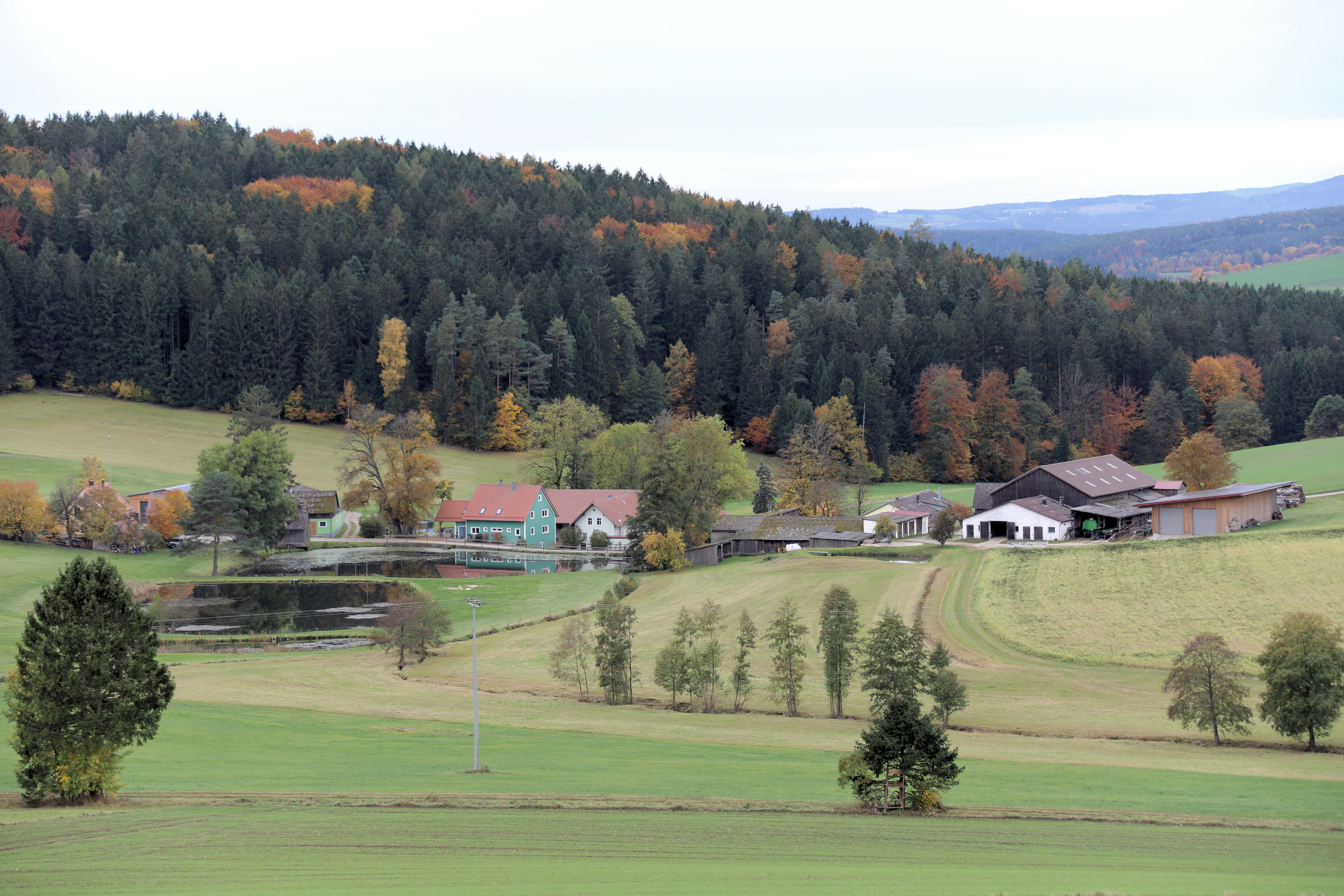
Kaufnitz (2023)
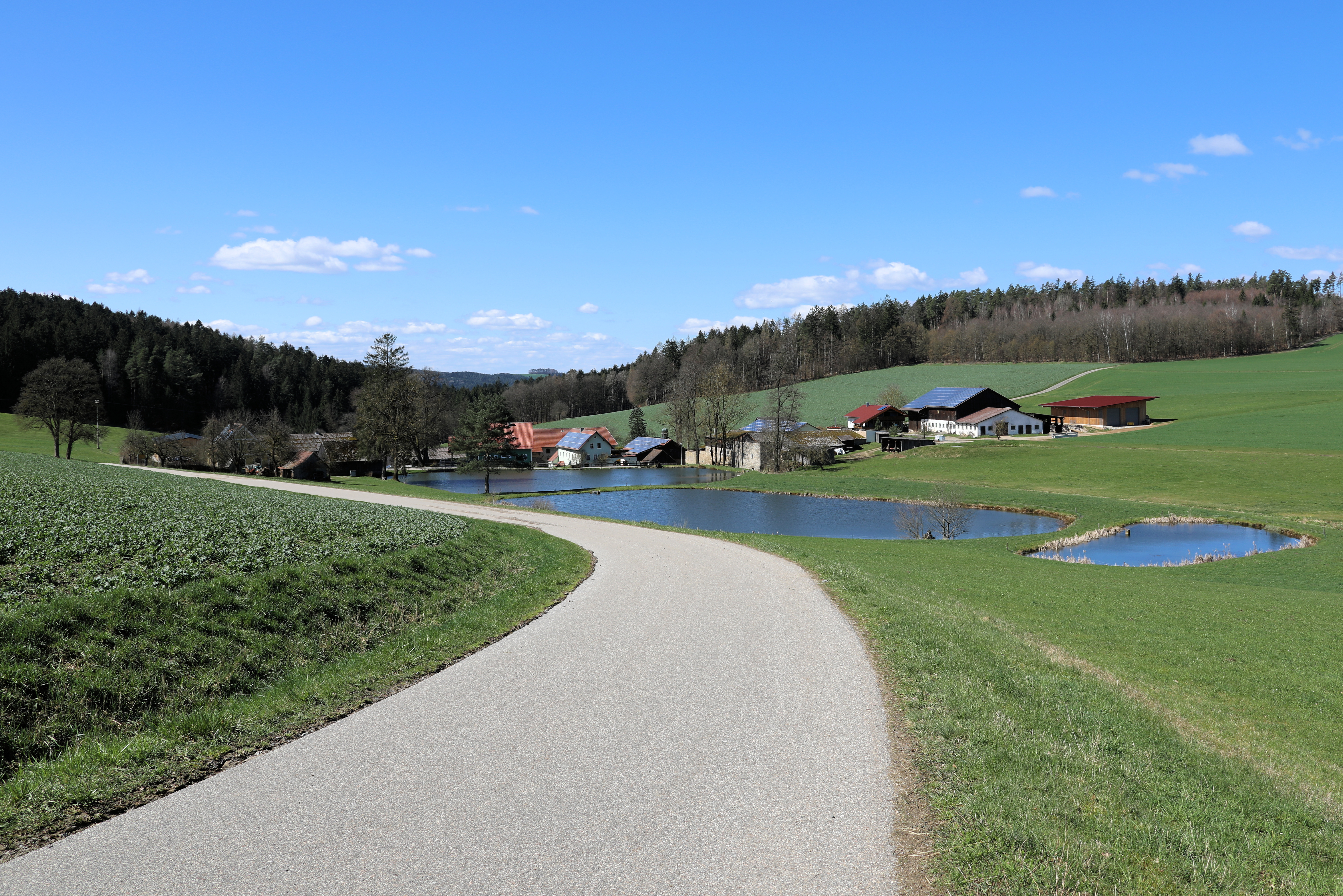
Kaufnitz (2023)
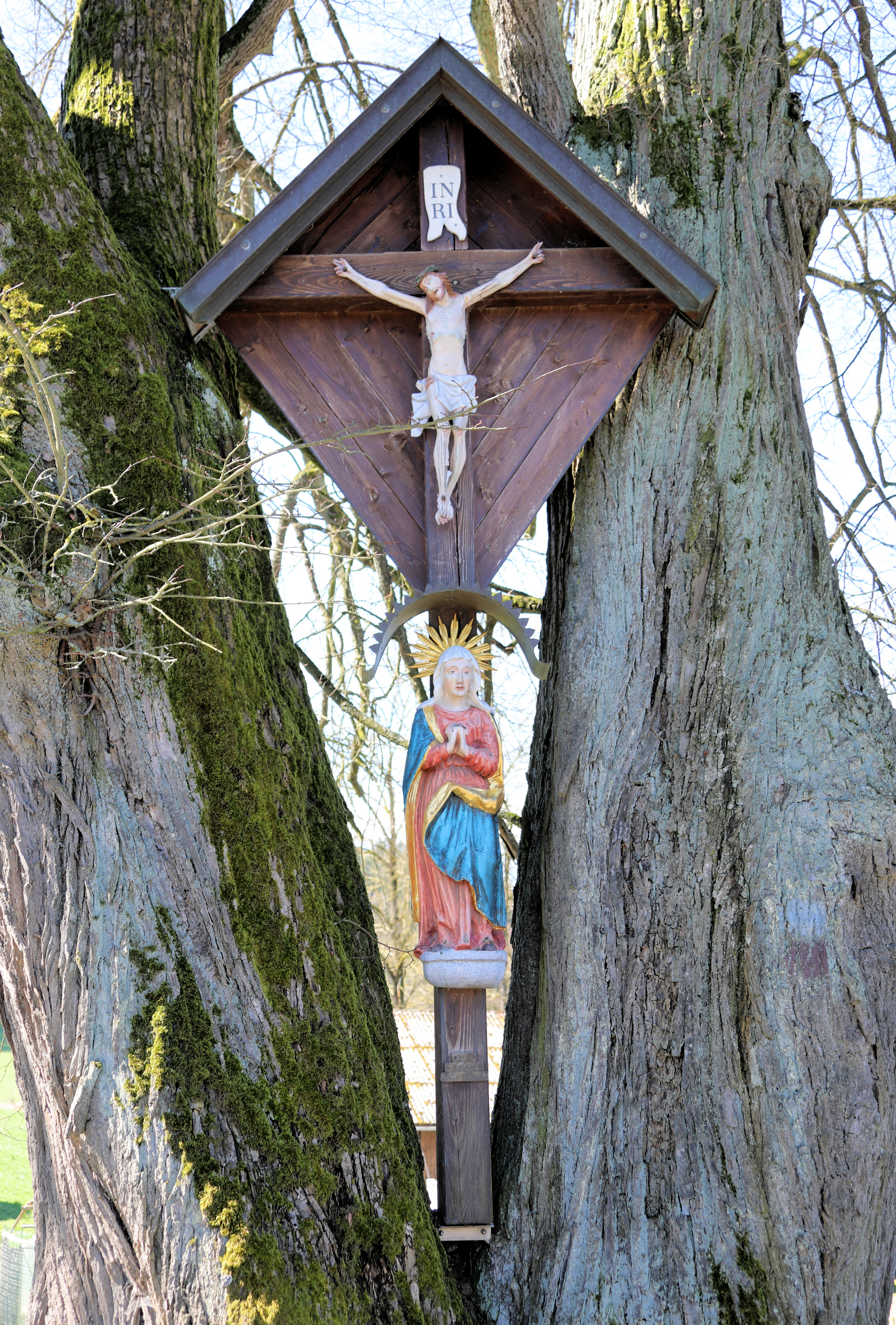
Dorfkreuz (2023)
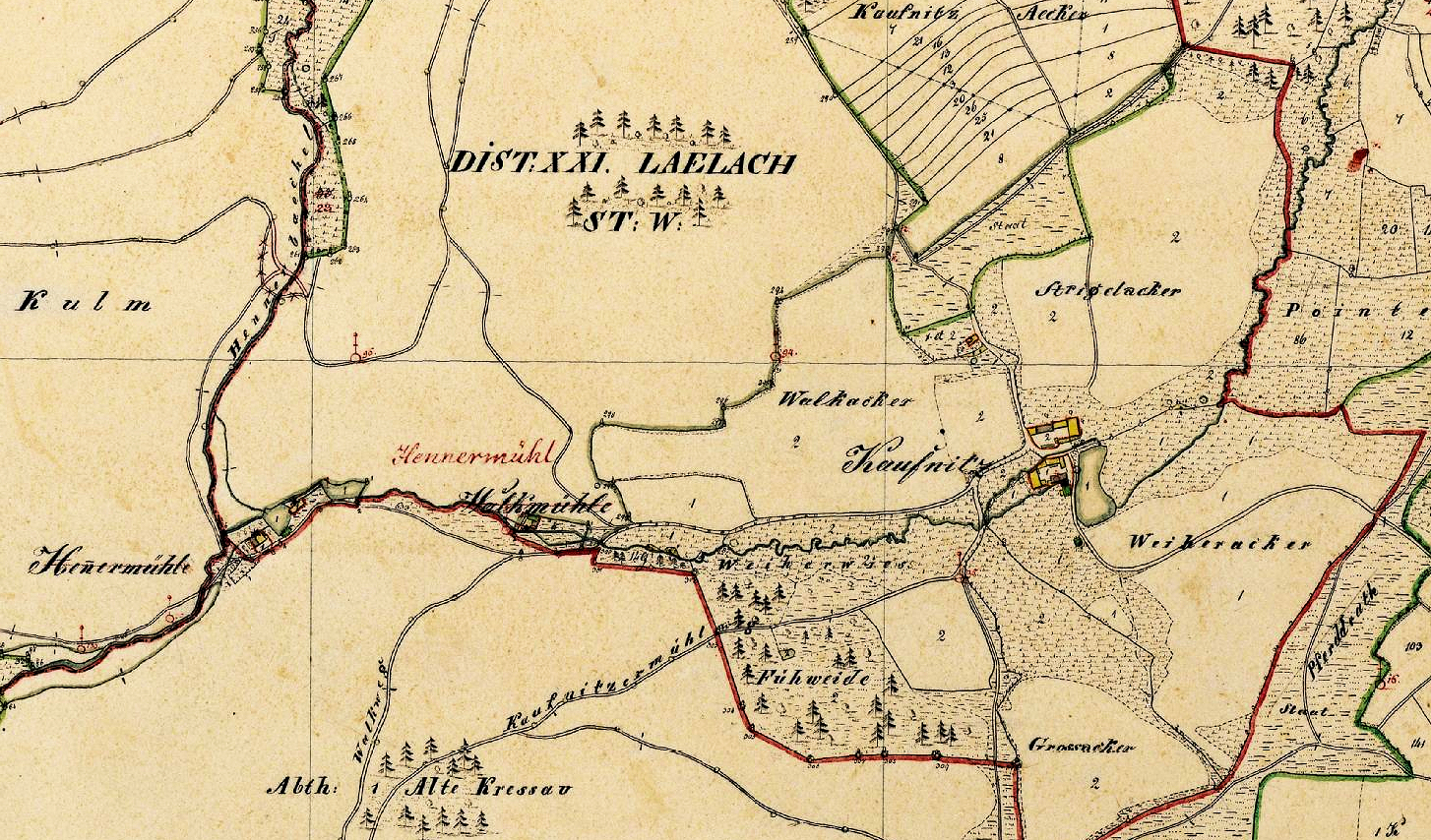
Karte (um 1830)
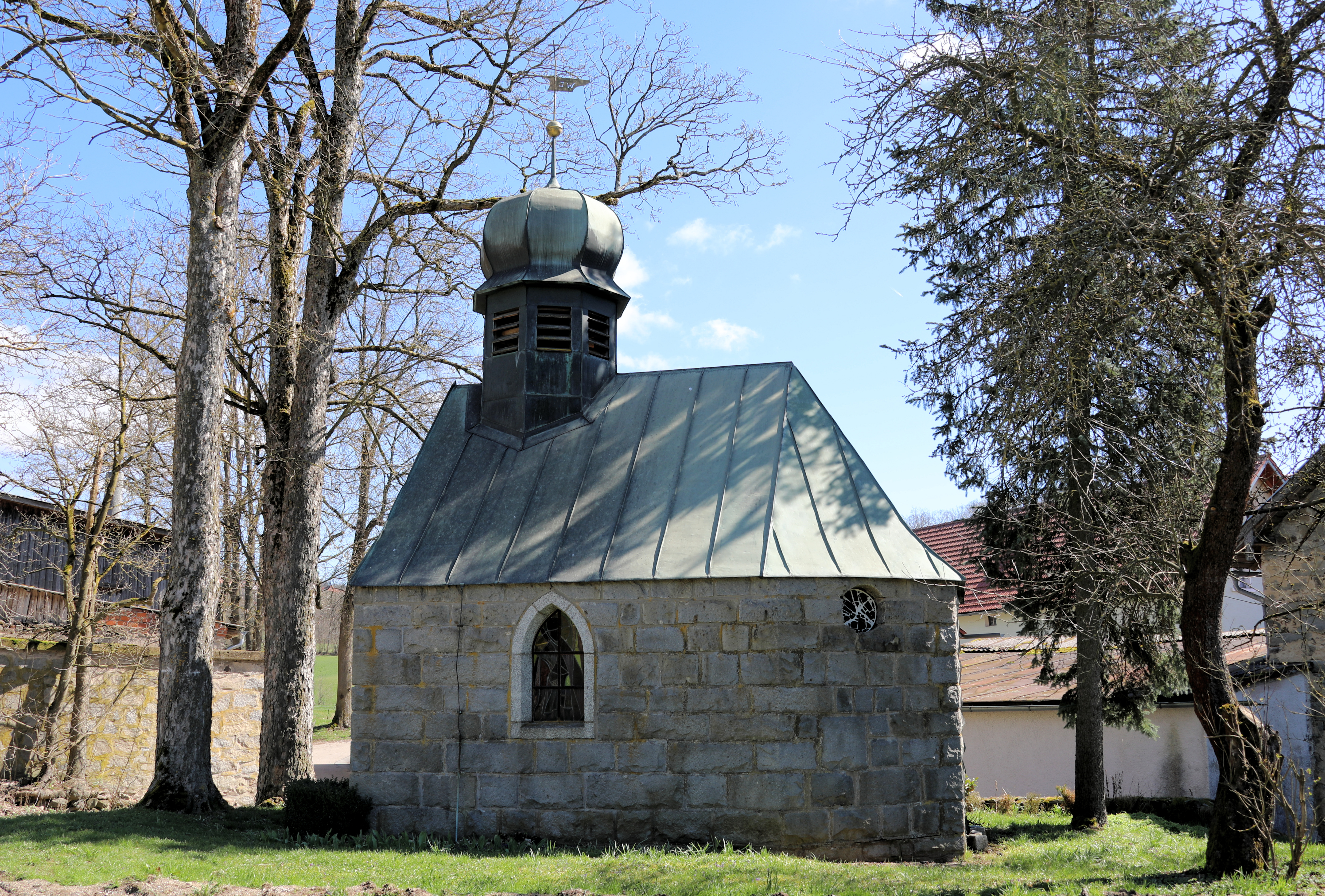
Kapelle (2023)